# Partido Popular (Romênia)
O Partido Popular, originalmente Liga Popular (em romeno: Partidul Poporului e Liga Poporului), foi um movimento de massas essencialmente populista da Romênia. Criado após a Primeira Guerra Mundial pelo herói nacional Alexandru Averescu, o partido identificou-se com os conceitos geopolíticos da "Grande Romênia" e durou quase tanto tempo quanto o território romeno no entreguerras. O PP rompeu com o antiquado sistema bipartidário, criando uma ampla coalizão de grupos de pressão e se anunciava como o novo desafio para o Partido Liberal Nacional (PLN). O grupo mantinha-se pelo carisma de Averescu, e era popularmente conhecido como "Partido Averescano" (Partidul Averescan).[carece de fontes?]
Em seus primeiros anos, a Liga reuniu membros do extinto Partido Conservador e reformistas de diversas origens, garantindo para si os votos dos camponeses pobres e dos soldados desmobilizados. Sua plataforma clamava a antissemitas e judeus, neoliberais e fascistas, monarquistas e republicanos. As dúvidas de Averescu sobre encenar uma revolução, além de um certo grau de rejeição dos "averescanos" ao radicalismo político, fizeram com que a Liga fosse empurrada para uma parceria com a PLN. A ascensão de Averescu ao poder foi confirmada pelas eleições de 1920 e, em seguida, por sua abordagem desastrosa nos conflitos trabalhistas. O governo iniciou uma ampla reforma, mas foi derrubado quando se rebelou contra o paternalismo do PLN.[carece de fontes?]
Vitorioso na eleição de 1926, o PP tornou-se adversário direto do Partido Nacional Camponês e perdeu apoio tático do PLN. Ele não conseguiu reagrupar-se e, em 1932, sofreu uma cisão, com a ala mais radical fundando o Partido Nacional Agrário. O PP continuou com uma presença marginal no cenário político, perdendo votos para os partidos fascistas e antissemitas. Foi oficialmente dissolvido, juntamente com todos os outros partidos democráticos, no início de 1938, momento em que foram forçados a registrar própria renúncia de Averescu.